# Bochumer Inventar zur berufsbezogenen Persönlichkeitsbeschreibung – 6 Faktoren
Das Bochumer Inventar zur berufsbezogenen Persönlichkeitsbeschreibung – 6 Faktoren (BIP-6F, Rüdiger Hossiep & Claudia Krüger, 2012) ist ein Psychologisches Testverfahren in Fragebogenform, welches es ermöglicht sechs globale, berufsrelevante Persönlichkeitseigenschaften systematisch zu erfassen. Die sechs Globalfaktoren wurden mittels einer Faktorenanalyse aus dem Bochumer Inventar zur berufsbezogenen Persönlichkeitsbeschreibung (BIP, Hossiep & Paschen, 2003) extrahiert und um eine Reihe weiterer Fragen ergänzt. Das heißt nicht, dass es sich beim BIP-6F um eine Kurzversion des BIP handelt, es ist als eigenständiges Fragebogenverfahren zu sehen. Das Kompaktverfahren BIP-6F umfasst die sechs im Hexagon abgebildeten Faktoren Engagement, Disziplin, Sozialkompetenz, Kooperation, Dominanz und Stabilität, die anhand von 48 vom Teilnehmer einzuschätzenden Aussagen innerhalb von zehn Minuten erfasst werden.

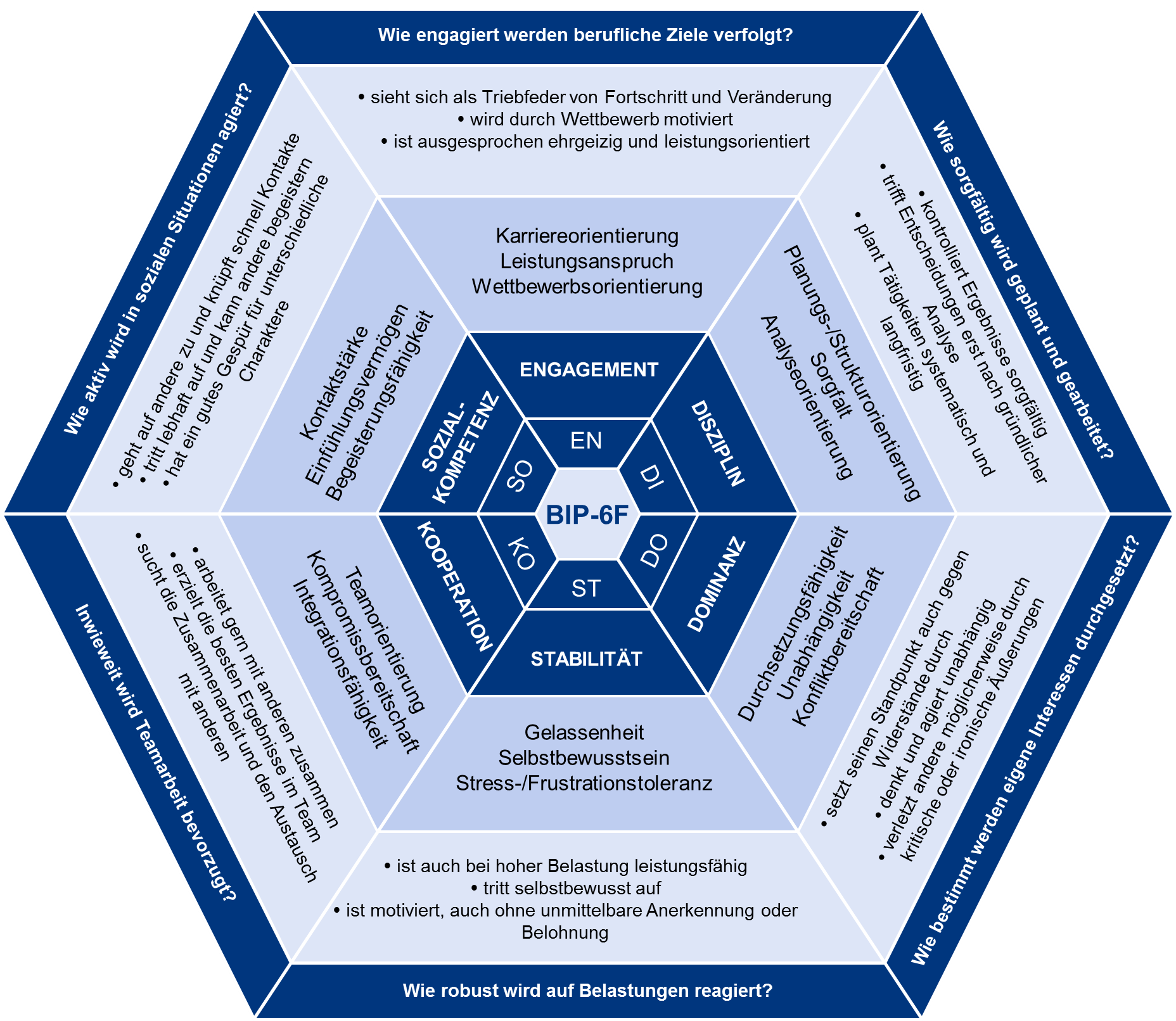

## Allgemeine Information
Die Hauptzielgruppe des BIP sind berufstätige Fach- und Führungskräfte, das Verfahren kann allerdings auch bei anderen Personen eingesetzt werden, wenn mindestens basale Berufserfahrungen, bspw. aus Praktika oder Nebentätigkeiten vorliegen. Das BIP-6F umfasst 6 Faktoren, die anhand von 48 zu bewertende Aussagen (sog. Items) erfasst werden. Das BIP-6F kann sowohl als Fragebogen im Papierformat als auch am Computer bearbeitet werden, wobei die Bearbeitungsdauer jeweils etwa 10 Minuten beträgt.

## Die 6 Faktoren
Das BIP-6F wird gebildet durch die sechs Faktoren Engagement, Disziplin, Sozialkompetenz, Kooperation, Dominanz und Stabilität. Innerhalb jedes Faktors lassen sich auf einer niedrigeren Abstraktionsebene so genannte Facetten ausmachen, die spezifische Persönlichkeitsmerkmale beschreiben.

### Engagement
Der Faktor Engagement setzt sich aus den drei Facetten Karriereorientierung, Leistungsanspruch und Wettbewerbsorientierung zusammen. Der Faktor misst unter anderem die Anforderung an die eigene Leistung und  den Stellenwert beruflicher Betätigung im Vergleich zu anderen Lebensbereichen.
Personen mit hoher Ausprägung des Faktors Engagement sehen sich als Triebfeder von Fortschritt und Veränderung. Sie werden durch Wettbewerb motiviert und sind ausgesprochen leistungsorientiert und ehrgeizig.
(vgl. Hossiep & Krüger, 2012)

### Disziplin
Disziplin umfasst die Facetten Planungs-/Strukturorientierung, Sorgfalt und Analyseorientierung.
Eine hohe Ausprägung auf dem Faktor Disziplin weist auf eine Person hin, die Ergebnisse sorgfältig kontrolliert, Entscheidungen erst nach gründlicher Analyse trifft und Tätigkeiten systematisch und langfristig plant.
(vgl. Hossiep & Krüger, 2012)

### Sozialkompetenz
Der Faktor Sozialkompetenz umfasst die Facetten Kontaktstärke, Einfühlungsvermögen und Begeisterungsfähigkeit.
Personen mit hoher Ausprägung des Faktors Sozialkompetenz gehen auf andere zu und knüpfen schnell Kontakte. Sie treten lebhaft auf, können andere begeistern und haben  ein gutes Gespür für unterschiedliche Charaktere.
(vgl. Hossiep & Krüger, 2012)

### Kooperation
Kooperation umfasst die drei Facetten Teamorientierung, Kompromissbereitschaft und Integrationsfähigkeit.
Eine hohe Ausprägung des Faktors wird so interpretiert, dass Personen gerne mit anderen zusammenarbeiten, ihre besten Arbeitsergebnisse im Team erzielen und sowohl Zusammenarbeit als auch Austausch mit anderen suchen.
(vgl. Hossiep & Krüger, 2012)

### Dominanz
Der Faktor Dominanz umfasst die Facetten Durchsetzungsfähigkeit, Unabhängigkeit und Konfliktbereitschaft.
Personen mit hoher Ausprägung auf dem Faktor Dominanz setzten ihren Standpunkt auch gegen Widerstände durch. Sie denken und agieren unabhängig und können andere möglicherweise durch kritische oder ironische Äußerungen verletzten.
(vgl. Hossiep & Krüger, 2012)

### Stabilität
Stabilität umfasst drei Facetten: Gelassenheit, Selbstbewusstsein und Stress-/Frustrationstoleranz.
Eine hohe Ausprägung auf dem Faktor geht damit einher, dass die Person auch bei hoher Belastung leistungsfähig bleibt. Sie tritt selbstbewusst auf und ist auch ohne unmittelbare Anerkennung oder Belohnung motiviert.
(vgl. Hossiep & Krüger, 2012)

## Gütekriterien und Kritik
Cronbachs Alpha aller sechs Skalen beträgt sowohl in der Selbstbeschreibung, in der Fremdbeschreibung als auch im Anforderungsmodul durchgehend mindestens .73. Somit kann für alle Verfahren von einer reliablen Messung ausgegangen werden, die psychometrischen Ansprüchen genügt.
Im Hinblick auf die Kriteriumsvalidität kann das Verfahren 11–17 Prozent der Varianz verschiedener Kriterien wie Arbeitszufriedenheit und Entgelt aufklären.
Das Diagnostik- und Testkuratorium der Föderation Deutscher Psychologenvereinigungen bewertet den BIP-6F als "ein nach wissenschaftlichen
Kriterien sehr gut und sorgfältig entwickeltes Verfahren, das gleichsam eine ökonomische wie inhaltlich wertvolle Erfassung von sechs berufsbezogenen Persönlichkeitsfaktoren ermöglicht."

## Internationale Versionen
- R. Hossiep, C. Krüger: BIP - Business-focused Inventory of Personality – 6 Factors. (Italienische Auflage). Hogrefe, Firenze 2014.
- R. Hossiep, C. Krüger: Методика оценки профессионально важных качеств личности – 6 факторов - BIP-6F. (Russische Auflage). Hogrefe, Göttingen 2015.
- R. Hossiep, C. Krüger: "Business-focused Inventory of Personality - 6 Factors" (2. Englische Auflage). Hogrefe UK 2021.

## Ergänzende Verfahren
Wie auch beim Bochumer Inventar zur berufsbezogenen Persönlichkeitsbeschreibung existiert neben dem Selbstbeschreibungsinventar (BIP-6F-SI) auch ein Fremdbeschreibungsinventar (BIP-6F-FI), mithilfe dessen Selbst- und Fremdbild, das Personen aus dem beruflichen Umfeld über die Person besitzen, abgeglichen werden können. Ebenso können die persönlichkeitsbezogenen Anforderungen, die eine Position an einen Bewerber stellt, mithilfe des Anforderungsmoduls (BIP-6F-AM) mit seiner Persönlichkeit abgeglichen werden.